# Lumio
Lumio es una comuna y población de Francia, en la región de Córcega, departamento de Alta Córcega.
Su población en el censo de 1999 era de 1.040 habitantes.

## Demografía
| 292 | 473 | 732 | 747 | 895 | 1040 |
| Para los censos de 1962 a 1999 la población legal corresponde a la población sin duplicidades (Fuente: INSEE [Consultar]) |     |     |     |     |      |